# Yngve Hallén
Yngve Hallén (nascut el 14 de març de 1968) és un executiu esportiu noruec que va ser president de l'Associació Noruega de Futbol del 2010 al 2016. Va ajudar a començar la UEFA Nations League. Va ser elegit per ocupar el seu càrrec el març de 2010, en substitució de Sondre Kåfjord. Hallén prové del Sogndal Fotball, del qual va ser director.
No es va tornar a presentar a la presidència el 2016. Els seus crítics han condemnat repetidament Hallén per una sèrie de problemes relacionats amb el futbol. Entre altres coses, van denunciar que havia tancat un contracte desfavorable pels drets de retransmissió televisiva de la lliga de futbol noruega. Se li va acusar de no haver pogut superar els problemes econòmics del futbol noruec durant el seu mandat. També ha estat acusat diverses vegades de no actuar amb prou vigor per detectar i erradicar el cas de corrupció de la FIFA del 2015.
Hallén va ser membre del Comitè d'Ètica de la FIFA.